# Filip Novák
Pour le footballeur, voir Filip Novák (football).
Filip Novák (né le 7 mai 1982 à České Budějovice en Tchécoslovaquie aujourd'hui ville de République tchèque) est un joueur professionnel de hockey sur glace.

## Carrière en club
Il commence sa carrière dans l'équipe junior de sa ville natale, le HC České Budějovice, en 1996-1997. Deux ans plus tard, il quitte la Tchéquie pour rejoindre l'Amérique du Nord et la ligue junior en jouant pour la Ligue de hockey de l'Ouest. Il joue avec les Pats de Regina et en 2000, il participe au repêchage d'entrée dans la Ligue nationale de hockey. Choisi par les Rangers de New York lors de la seconde ronde (64e joueur choisi), il reste jouer avec les Pats. Il est sélectionné en 2000-2001 au sein de la seconde équipe type de l'association de l'Est de la WHL puis la saison suivante dans la première équipe.
Le 8 mars 2002, il fait partie d'un échange entre plusieurs franchise de la LNH : il rejoint en compagnie de Igor Ulanov et de choix de première, seconde et quatrième ronde lors du prochain repêchage les Panthers de la Floride qui échangent en retour Pavel Bure et un choix de seconde ronde. Il n'aura pas joué pour les Rangers mais avec l'équipe affiliée dans la Ligue américaine de hockey, le Rampage de San Antonio.
Malheureusement, une blessure l'éloigne toute la saison 2003-2004 de la glace et il revient en 2004 dans l'effectif du Rampage. Avant le début de la saison 2005-2006, il rejoint les Sénateurs d'Ottawa en retour d'un choix de sixième ronde en 2007. Il ne joue qu'une dizaine de matchs dans la LNH avec Ottawa et joue majoritairement pour les Senators de Binghamton de la LAH. Le 9 août 2006, il signe en tant qu'agent libre pour les Blue Jackets de Columbus mais encore une fois, il joue beaucoup plus dans la LAH que dans la LNH.
En 2007-2008, ne parvenant pas à se faire une place dans la LNH, il retourne dans sa première équipe, le HC České Budějovice de l'Extraliga.
Il remporte la Coupe Gagarine 2012 et 2013 avec l'OHK Dinamo.

## Carrière internationale
Il est sélectionné pour jouer des matchs pour l'équipe junior de République tchèque en 1999 lors du championnat d'Europe junior (5e place) et lors du championnat du monde junior 2002 (7e place).

### Trophées et honneurs personnels
- Ligue de hockey de l'Ouest
  - 2000-2001 - sélectionné dans la seconde équipe type de l'Est
  - 2002-2003 - sélectionné dans la première équipe type de l'Est

## Statistiques
| Saison    | Équipe                   | Ligue             |    | Saison régulière | Saison régulière | Saison régulière | Saison régulière | Saison régulière |   | Séries éliminatoires | Séries éliminatoires | Séries éliminatoires | Séries éliminatoires | Séries éliminatoires |
| Saison    | Équipe                   | Ligue             | PJ | B                | A                | Pts              | Pun              | PJ               | B | A                    | Pts                  | Pun                  |                      |                      |
| 1998-1999 | HC České Budějovice      | Extraliga Jr.     | 44 | 4                | 12               | 16               |                  |                  |   |                      |                      |                      |                      |                      |
| 1998-1999 | HC České Budějovice      | Extraliga Jr.     | 68 | 8                | 10               | 18               | 34               |                  |   |                      |                      |                      |                      |                      |
| 1999-2000 | Pats de Regina           | LHOu              | 47 | 7                | 32               | 39               | 70               | 7                | 1 | 4                    | 5                    | 5                    |                      |                      |
| 2000-2001 | Pats de Regina           | LHOu              | 64 | 17               | 50               | 67               | 75               | 6                | 1 | 4                    | 5                    | 6                    |                      |                      |
| 2001-2002 | Pats de Regina           | LHOu              | 60 | 12               | 46               | 58               | 125              | 6                | 2 | 2                    | 4                    | 19                   |                      |                      |
| 2002-2003 | Rampage de San Antonio   | LAH               | 57 | 10               | 17               | 27               | 79               | 1                | 0 | 0                    | 0                    | 0                    |                      |                      |
| 2004-2005 | Rampage de San Antonio   | LAH               | 71 | 1                | 12               | 13               | 84               |                  |   |                      |                      |                      |                      |                      |
| 2005-2006 | Sénateurs d'Ottawa       | LNH               | 11 | 0                | 0                | 0                | 4                |                  |   |                      |                      |                      |                      |                      |
| 2005-2006 | Senators de Binghamton   | LAH               | 64 | 8                | 44               | 52               | 58               |                  |   |                      |                      |                      |                      |                      |
| 2006-2007 | Blue Jackets de Columbus | LNH               | 6  | 0                | 0                | 0                | 2                |                  |   |                      |                      |                      |                      |                      |
| 2006-2007 | Crunch de Syracuse       | LAH               | 67 | 5                | 32               | 37               | 92               |                  |   |                      |                      |                      |                      |                      |
| 2007-2008 | HC České Budějovice      | Extraliga         | 45 | 2                | 2                | 4                | 50               | 12               | 0 | 0                    | 0                    | 29                   |                      |                      |
| 2008-2009 | Dinamo Riga              | KHL               | 50 | 4                | 13               | 17               | 85               | 3                | 0 | 1                    | 1                    | 14                   |                      |                      |
| 2009-2010 | HK MVD                   | KHL               | 52 | 2                | 22               | 24               | 124              | 21               | 2 | 8                    | 10                   | 30                   |                      |                      |
| 2010-2011 | OHK Dinamo               | KHL               | 25 | 2                | 6                | 8                | 30               | -                | - | -                    | -                    | -                    |                      |                      |
| 2011-2012 | OHK Dinamo               | KHL               | 39 | 2                | 9                | 11               | 46               | 19               | 2 | 4                    | 6                    | 16                   |                      |                      |
| 2012-2013 | OHK Dinamo               | KHL               | 42 | 4                | 15               | 19               | 71               | 15               | 1 | 2                    | 3                    | 6                    |                      |                      |
| 2013-2014 | HK Dinamo Moscou         | KHL               | 29 | 2                | 14               | 16               | 51               | 7                | 0 | 0                    | 0                    | 4                    |                      |                      |
| 2014-2015 | HK Dinamo Moscou         | KHL               | 32 | 3                | 11               | 14               | 18               | 11               | 0 | 4                    | 4                    | 12                   |                      |                      |
| 2015-2016 | HC Slovan Bratislava     | KHL               | 16 | 1                | 1                | 2                | 12               | -                | - | -                    | -                    | -                    |                      |                      |
| 2015-2016 | Traktor Tcheliabinsk     | KHL               | 35 | 4                | 6                | 10               | 48               | -                | - | -                    | -                    | -                    |                      |                      |
| 2016-2017 | HC Pardubice             | Extraliga         | 9  | 1                | 2                | 3                | 8                | -                | - | -                    | -                    | -                    |                      |                      |
| 2016-2017 | HC Slovan Bratislava     | KHL               | 11 | 0                | 3                | 3                | 24               | -                | - | -                    | -                    | -                    |                      |                      |
| 2016-2017 | HC České Budějovice      | 1.liga            | 14 | 2                | 4                | 6                | 14               | 9                | 1 | 7                    | 8                    | 31                   |                      |                      |
| 2016-2017 | HC České Budějovice      | Extraliga Qualif. | -  | -                | -                | -                | -                | 12               | 0 | 3                    | 3                    | 18                   |                      |                      |
| 2017-2018 | HC České Budějovice      | 1.liga            | 34 | 2                | 9                | 11               | 52               | 9                | 0 | 3                    | 3                    | 62                   |                      |                      |